# 10647 Meesters
10647 Meesters (3074 P-L) là một tiểu hành tinh vành đai chính.